# Casino Notabile
Il Casino Notabile, precedentemente noto anche come Point de Vue, è un edificio che si trova sulla collina di Saqqajja, nel comune di Rabat dell'isola di Malta.

## Storia
Nel 1886, un gruppo di nobili di Mdina incaricò l'architetto britannico Webster Paulson di progettare un edificio per ospitare il circolo dell'alta società di Mdina e Rabat. Il circolo è stato completato prima dell'agosto 1888 e si affaccia su un lavatoio della fine del XVIII secolo.
Per la sua posizione su un belvedere naturale, il circolo era conosciuto anche come Point de Vue.
All'inizio del XXI secolo l'edificio fu abbandonato e iniziò ad andare in rovina finché non venne restaurato nel 2016, per un costo di oltre 200.000 euro.

## Architettura
Il Casino Notabile è un edificio dal design eclettico, probabilmente influenzato dall'architettura Beaux-Arts, e al suo interno si trova il busto del Governatore Lintorn Simmons, opera dello scultore siciliano Giuseppe Valenti.
Il Casino Notabile è considerato un monumento nazionale di I grado.